# 石油革命

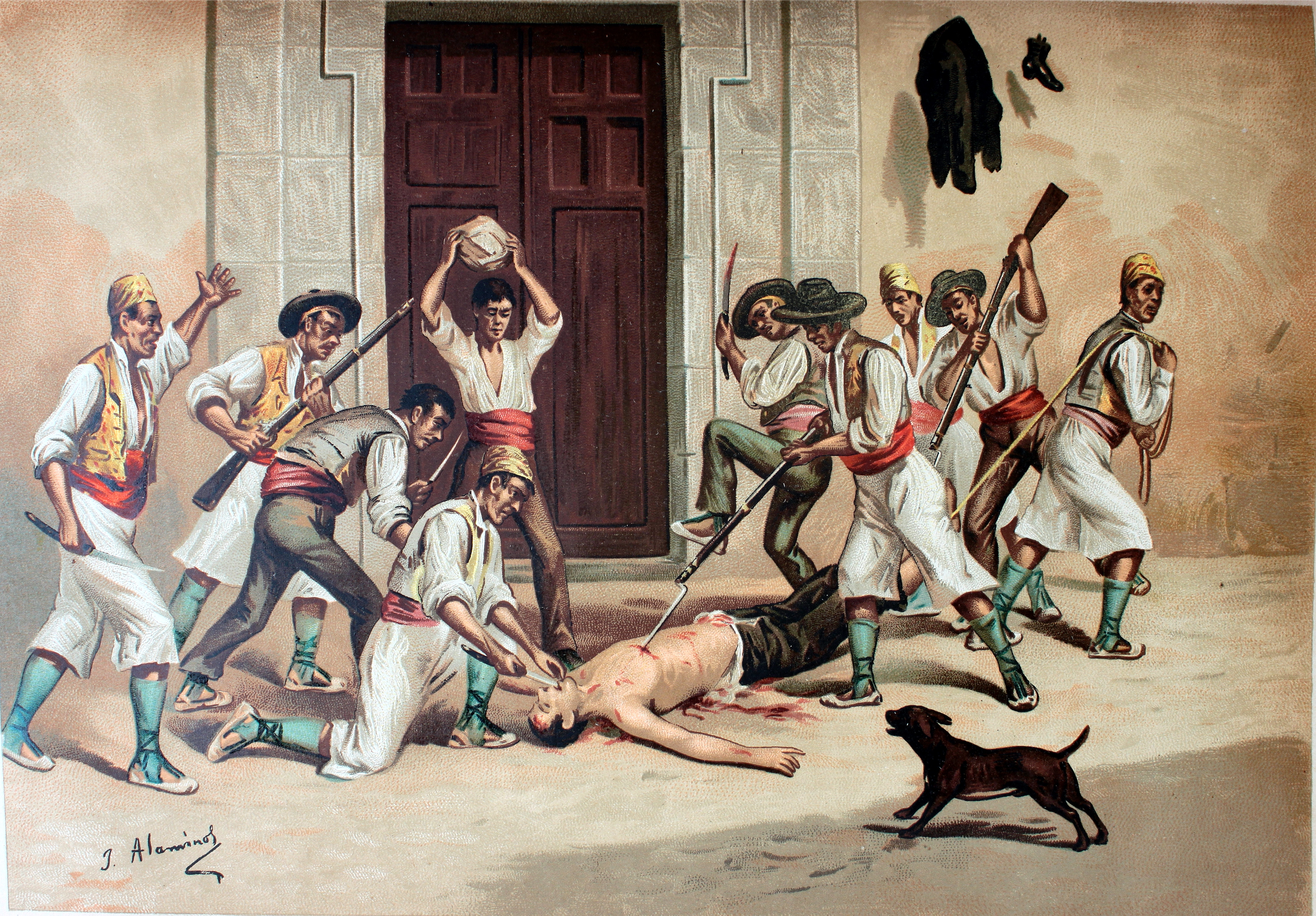
阿尔科伊市长阿古斯丁·阿尔博斯之死

石油革命是1873年7月9日—13日发生在西班牙阿利坎特省阿尔科伊的一场具有自由意志主义和工团主义倾向的工人起义。对生活条件绝望的工人，举着浸有石油的火把作为起义标志，故而得名“石油革命”。据记载，在那些日子里，阿尔科伊城里弥漫着石油的气味。
阿尔科伊的工人们处境困境，于是他们组织起来，在西班牙率先建立国际工人协会的分支。石油革命期间，工人们举行总罢工，最终演变为针对共和派市长阿古斯丁·阿尔博斯（更广为人知的名字是佩耶特斯）的骚乱。阿尔博斯下令对示威者开火，示威者则袭击市政府、处决市长，并将其余市政府领导人困在市政府建筑内。随后，阿尔科伊宣布独立，并由公共卫生委员会（领导人为塞维里诺·阿尔巴拉辛）在1873年7月9日—13日进行治理。示威者宣布实行一系列的增加工资和减少工时的措施。最终，联邦军队进驻阿尔科伊，对革命者进行严厉镇压，超过600名工人被审判，包括12—17岁的未成年人，许多被告被判处死刑。